# C12orf49
C12orf49 (англ. Chromosome 12 open reading frame 49) – білок, який кодується однойменним геном, розташованим у людей на 12-й хромосомі. Довжина поліпептидного ланцюга білка становить 205 амінокислот, а молекулярна маса — 23 594.
| 10         |  | 20         |  | 30         |  | 40         |  | 50         |
| ---------- |  | ---------- |  | ---------- |  | ---------- |  | ---------- |
| MVNLAAMVWR |  | RLLRKRWVLA |  | LVFGLSLVYF |  | LSSTFKQEER |  | AVRDRNLLQV |
| HDHNQPIPWK |  | VQFNLGNSSR |  | PSNQCRNSIQ |  | GKHLITDELG |  | YVCERKDLLV |
| NGCCNVNVPS |  | TKQYCCDGCW |  | PNGCCSAYEY |  | CVSCCLQPNK |  | QLLLERFLNR |
| AAVAFQNLFM |  | AVEDHFELCL |  | AKCRTSSQSV |  | QHENTYRDPI |  | AKYCYGESPP |
| ELFPA      |  |            |  |            |  |            |  |            |

A: Аланін

C: Цистеїн

D: Аспарагінова кислота

E: Глутамінова кислота

F: Фенілаланін

G: Гліцин

H: Гістидин

I: Ізолейцин

K: Лізин

L: Лейцин

M: Метіонін

N: Аспарагін

P: Пролін

Q: Глутамін

R: Аргінін

S: Серин

T: Треонін

V: Валін

W: Триптофан

Секретований назовні.